# 馮叔吉
馮叔吉（1533年—？），字汝迪，號脩吾，浙江寧波府慈谿縣人，軍籍，明朝政治人物。

## 生平
嘉靖三十一年（1552年）壬子科浙江鄉試第四名舉人。嘉靖三十二年（1553年）聯捷癸丑科會試第六十一名，三甲第二百一十八名進士。礼部观政，授江西泰和县知县，升礼部主事，遷两淮运判，升徽州府同知，出知池州府。以举边才，隆慶四年（1670年）八月升江西按察司副使，五年正月以拾遗降调，任山西右参议，六年十一月升山西按察司副使、分巡河东道。
万历二年（1574年）八月调任江西副使，管理徽宁等处兵备，五年十一月改任湖广副使、备兵苏松常镇，历参政、按察使，六年十一月升本省右布政使，轉左布政，十一年正月考察以年老去职。

## 家族
曾祖馮昕；祖父馮禾；父馮爕，母錢氏。兄继志（生员）、伯祯、仲祥，弟季兆、少占。